# Hector Riviérez
Hector Joseph Riviérez, né le 19 mars 1913 à Cayenne en Guyane et mort le 26 mai 2003 à Paris 16e, est un homme politique français.

## Famille
Fils d'Albert Rivierez et de Marguerite Chaumet. Il épouse le 22 novembre 1934  Violette Barbaut une jeune femme originaire du Nord de la France.
Sa femme Violette est une adepte de l’anthroposophie fondée par Rudolf Steiner. Traductrice d’allemand, elle fera de nombreuses traductions d’ouvrages relatifs à la pensée de Steiner publiés par la  Société anthroposophique. 
Leur fille unique, Isabelle (8 décembre 1940, Paris - 22 octobre 2003, Londres)  fut  professeur à Londres d’eurythmie, une forme d’art du mouvement inspirée de la doctrine de Rudolf Steiner (cf. Écoles Steiner).

## Études et carrière
Il étudie au collège de Cayenne puis rejoint la Métropole où il est accueilli avec d'autres étudiants guyanais par  Gaston Monnerville. Il étudie le droit romain et civil à Paris.
En 1934, il devient avocat à la Cour d'appel de Paris. 
Pendant l’Occupation, il subit les humiliations dues à sa couleur se voyant notamment interdire de plaider devant un tribunal militaire allemand.
Il est secrétaire de la Conférence du stage des jeunes avocats à la Cour d'appel de Paris et Président de l’Union des Jeunes Avocats à la Cour de Paris (UJA de Paris) en 1947-1948.
En  novembre 1948, il se présente sans succès aux élections du Conseil de la République en Guyane.
Sous la bannière des Républicains indépendants, devançant la sortante Jane Vialle, il est élu le 18 mai 1952 sénateur de l’Oubangui-Chari, puis réélu le 8 novembre 1958. Le 13 mai 1957, il devient président de l'Assemblée constituante et législative provisoire. La République centrafricaine  naît le 1er décembre 1958. Barthélemy Boganda, son premier chef d’État meurt le 29 mars 1959 dans un accident d'avion dont les causes n'ont jamais été élucidées. Hector Rivierez  démissionne de ses fonctions le 5 mai 1959, jour de l’élection de David Dacko à la présidence de la RCA
À son retour en Métropole, il est nommé conseiller à La Cour arbitrale de la Communauté (Communauté de la Constitution de 1958). Alfred Gasquet (1927-1995) son collaborateur depuis 1957, autre avocat guyanais, reprend son cabinet.
La Cour arbitrale de la Communauté disparaît  en mars 1961, il est alors nommé avocat général à la Cour d'appel de Dijon, puis en 1962  Procureur général à la Cour d'appel de Bourges.
Il est détaché au Ministère de la Coopération et en  juin 1963 est nommé 1er président de la Cour suprême de la République centrafricaine et délégué à la Conférence sur la paix mondiale par la loi à Athènes
En 1964, il est nommé conseiller à la Cour de cassation (France).
En  mars 1967, il se présente aux élections législatives en Guyane sous l’étiquette de l’Union des démocrates pour la Ve République (UD-Ve République) et bat au 1er tour le député sortant Léopold Heder qui contestera son élection. Sous l’étiquette du parti gaulliste, il est réélu successivement  en juin 1968,  en mars 1973 et mars 1978. Face à la montée des thèses autonomistes ou indépendantistes, il défend la départementalisation  et la solidarité nationale. Il est battu en juin 1981 avec 46,44 % des voix par le candidat de gauche Élie Castor.
En 1977, il est membre du Conseil régional de la Guyane et membre de la commission du développement économico-socio-culturel.
Du 13 mars 1958 au 5 mai 1959 il siège au Parlement européen. Il y siègera à nouveau du 13 juin 1973 au 23 juillet 1984 dans le Groupe des démocrates européens de progrès. Il participe à de nombreuses commissions. 
Il a été délégué à l'Assemblée générale des Nations unies en 1956 et de 1973 à 1976.
Il a aussi été président du Conseil supérieur de l'adoption.

## Décorations
- Chevalier le 29 décembre 1962, officier le 31 décembre 1983 puis commandeur le 30 décembre 1995 de la Légion d'honneur
- Officier de l’Ordre national du Mérite le 16 décembre 1966 puis commandeur le 28 février 1970
- Commandeur dans l’Ordre national de la République du Dahomey  (Bénin) décret 65/55 du 2/9/1965
- Commandeur dans l’Ordre national des mille collines (Rwanda) 10 octobre 1989
- Commandeur dans l’Ordre national du Sénégal  décret 70-254 du 28/2/1970

## Postérité
Une rue porte son nom à  Saint-Laurent-du-Maroni.